# Сейнт Лорънс (низина)
Вижте пояснителната страница за други значения на Сейнт Лорънс.
Сейнт Лорънс е низина в югоизточната част на Канада.
Разположена е по двата бряга на река Сейнт Лорънс, между планините Апалачи на югоизток и Лорънсийските възвишения на Канадския щит на северозапад.
Низината попада в провинциите Квебек и Онтарио. Низината е гъстонаселена област, в която се намират големите градове Монреал и Квебек, както и канадската столица Отава.